# Тим О'Райли
Тим О'Райли е ирландски програмист, основател на О'Райли Медиа. Създател е на термина Web 2.0.

## Биография
Тим О'Райли е роден в Кънтри Корк, Ирландия. Още докато е бебе, родителите му се преместват в Сан Франциско, Калифорния. Има трима братя и три сестри. Окуражен от по-големия си брат, Тим, още като дете, навлиза в научната област. Вдъхновен е от Джордж Саймън и Алфред Кожибски и става последовател на техния научен труд.
През 1973 г. започва да учи в Харвардския университет със специалност „Класическа филология“. След като завършва с отличие, Тим довършва една от основните творби на Джордж Саймън. Също има и колаборации с Франк Херберт. Жени се за първата си жена, Кристина, местят се в района на Бостън и от нея има две дъщери – Арвен и Мийра. Арвен е омъжена за известния изобретател Сол Грифит.
През 1977 г. стартира като технически писател и започва да публикува собствен труд. Работи с дузина колеги в реконструиран хамбар в Нютън, Масачузетс с една обща стая. През 1989 г. мести компанията си в Себастопол, Калифорния и публикува книгата си „Whole Internet User's Guide and Catalog“, която става бестселър за 1992 г. Компанията на Тим О'Райли се разраства от печатни книги към уеб-книги. Създават първия уеб портал Global Network Navigator, продаден на America Online през 1995 г. Компанията му успешно преживява кризата през 2000 година, като разширява фокуса си към организирането на събития.
Тим О'Райли е член на борда на директорите на Safari Books Online, Maker Media, PeerJ.
На 11 април 2015 г. се жени за Дженифър Пахлка, основател на Code for America която също работи и в О'Райли Медиа.
Тим организира и участва в много дискусии относно напредването на технологиите и изкуствения интелект. Той защитава тезата, че в свят, все повече управляван от алгоритми, хората трябва да се защитят и да предотвратят нежелани бъдещи последици. Според него, технологиите трябва да бъдат използвани разумно и само в полза на хората.

## Произведения
- Managing UUCP and Usenet (1990)
- Craft, Volume 2: Transforming Traditional Crafts (2007)
- Web Squared: Web 2.0 Five Years On (2009)
- The Twitter Book (2009) – със Sarah Milstein
- What is Web 2.0 (2009)
- Tim O'Reilly in a Nutshell (2011)
- How Data Science Is Transforming Health Care (2012) – с Mike Loukides и Julie Steele
- Economic Impact of Open Source on Small Business: A Case Study (2012)
- What’s the Future of Work ? (2015)
- WTF?: What's the Future and Why It's Up to Us (2017)
 Бъдещето. Какво ни носи то и защо това зависи от нас, изд.: ИК „Изток-Запад“, София (2018), прев. Елена Филипова[1]